# Erythridula insigna
Erythridula insigna är en insektsart som först beskrevs av Beamer och Griffith 1935.  Erythridula insigna ingår i släktet Erythridula och familjen dvärgstritar. Inga underarter finns listade i Catalogue of Life.